# Brachystele bracteosa
Brachystele bracteosa är en orkidéart som först beskrevs av John Lindley, och fick sitt nu gällande namn av Rudolf Schlechter. Brachystele bracteosa ingår i släktet Brachystele och familjen orkidéer. Inga underarter finns listade i Catalogue of Life.